# مهرجان كان السينمائي 2003
مهرجان كان السينمائي لعام 2003 هو الدورة الـ56 للمهرجان عقد في 14 إلى 25 مايو من عام 2003، وحصل فيلم "Elephant" للمخرج الأمريكي جوس فان سانت على السعفة الذهبية.